# 인병국
인병국(印炳國, 1989년 6월 19일 ~ )은 대한민국의 배우이다.

## 이력
4세 때였던 1992년 SBS 프로그램 《꾸러기 대행진》에서 첫 데뷔를 하였다. 《꾸러기 대행진》에서 하차한 이후에도 MBC 《뽀뽀뽀》, KBS 《TV 유치원 하나 둘 셋》, EBS 프로그램 《딩동댕 유치원》에도 연이어 출연과 하차를 되풀이하면서 인기를 구가하였고 MBC 문화방송 청소년드라마 《사춘기》와 SBS 서울방송 청소년드라마 《공룡선생》에서 아역 연기자로 단역 출연하다가 이듬해 1994년 KBS 현대극 드라마 《딸부잣집》과 EBS 주간 드라마 《언제나 푸른 마음》에서 각각 단역으로도 아역 출연하면서 서서히 이름을 날렸다. 1996년 뮤지컬 《피터 팬》으로 뮤지컬 배우 데뷔하였고 이어 같은 해 1996년 연극 《사도장헌세자의 불운과 비애》에서 어린 효장세자 역으로 연극배우 데뷔하였다.
신장은 171cm이고 체중은 72kg이다. 아역 연기자 시절에 남성 아역 연기자 최정, 여성 아역 연기자 노희지 등과 아울러 순수 국보급 아역 연기자로 많은 사랑을 받았고 2001년 이후 연기자 활동을 중단과 함께 2002년에서 2006년까지 캐나다 유학을 떠났으며 2006에서 2008년까지 미국 유학하였고 귀국한 이후 연기자 활동을 잠시 재개하였다.

## 학력
- 한양초등학교 졸업(2002년)
- 경수중학교(前) → 검정고시 졸업(2008년)
- 총신대학교 신학과 학사(2013년)

## 출연작

### TV 시리즈
- 1993년 SBS 금요드라마 《공룡선생》
- 1993년 MBC 청소년드라마 《사춘기》
- 1994년 MBC 미니시리즈 《마지막 연인》
- 1995년 KBS 주말연속극 《젊은이의 양지》
- 1995년 EBS 주간단막극 《언제나 푸른 마음》
- 1995년 MBC 일일시트콤 《두 아빠》
- 1995년 SBS 주말극장 《옥이 이모》
- 1996년 KBS TV소설 《하얀 민들레》
- 1996년 KBS 미니시리즈 《슈팅》 ... 어린 최한별 역(김동수 아역)
- 1997년 SBS 주말극장 《꿈의 궁전》
- 1997년 SBS 월화드라마 《여자》
- 1997년 MBC 청춘시트콤 《남자 셋 여자 셋》 ... 홍경인의 사촌 동생 홍경국 역
- 1998년 SBS 일일드라마 《서울 탱고》
- 1998년 SBS 일일시트콤 《순풍산부인과》
- 1998년 iTV 일일드라마 《가족》
- 1998년 MBC 주간 코미디 드라마 《여자 대 여자》
- 1998년 MBC 미니시리즈 《추억》
- 1998년 KBS TV소설 《은아의 뜰》
- 1999년 SBS 드라마스페셜 《퀸》
- 2000년 MBC 아침드라마 《느낌이 좋아》
- 2000년 KBS 금요단막극 《부부클리닉 사랑과 전쟁》
- 2000년 MBC 월요시트콤 《세 친구》 ... (카메오 목소리 출연)
- 2001년 KBS 아침드라마 《동서는 좋겠네》

### 연극
- 1996년 《사도장헌세자의 불운과 비애》 ... 효장세자 이행 역(조연)
- 2012년 《햄릿》 ... 오즈리크 역(단역)

### 뮤지컬
- 1997년 《피터 팬》 ... 어린 스미 역(단역)

### TV 프로그램
- 1992년 SBS TV 《꾸러기 대행진》
- 1993년 MBC TV 《뽀뽀뽀》
- 1993년 KBS 1TV 《TV유치원 하나 둘 셋》
- 1993년 EBS 《딩동댕 유치원》
- 1995년 KBS 2TV 《슈퍼 선데이》
- 1995년 KBS 2TV 《행운의 일요특급》
- 1995년 EBS 《만들어 볼까요》
- 1995년 EBS 《손으로 말해요》
- 1999년 KBS 2TV 《행복채널》

### 유아 비디오
- 1998년 7월 28일 SBS프로덕션《영재 유아율동 팡파레 재롱놀이》